# Иностранный язык (фильм)
«Иностранный язык» (фр. Langue Étrangère) — художественный фильм французского режиссёра Клер Бюргер совместного производства Франции, Германии и Бельгии с Лилит Грасмаг, Йозефой Хейнсиус и Ниной Хосс в главных ролях. Его премьера состоялась в феврале 2024 года в рамках основной программы 74-го Берлинского международного кинофестиваля.

## Сюжет
Французская школьница Фанни, застенчивая и замкнутая девушка, измученная травлей одноклассников, приезжает по обмену в Германию. Её принимает семья Лены, самоуверенной, резкой и политически активной девушки, живущей с матерью-алкоголичкой. Первые дни даются тяжело: Лена встречает Фанни холодно, а та, чувствуя себя одинокой, звонит матери во Франции; в этом разговоре сквозят первые тревожные нотки о проблемах в семье.
Постепенно между девушками возникает доверие. Фанни признаётся Лене, что недавно пыталась покончить с собой из-за школьной травли и отчаянно нуждалась в смене обстановки. Со слезами она рассказывает о подруге, которой запрещают сделать аборт, а за завтраком — о смертельной аллергии на орехи. Их ночные разговоры, совместные прогулки и общие интересы стирают первоначальную неприязнь. На одной из вечеринок, под воздействием грибов, девушки целуются.
Особенно поражает Лену история о Джастин, внебрачной дочери отца Фанни, которая якобы состоит в радикальной левой группировке. Фанни показывает скриншот с протеста, где видно лицо Джастин, и признаётся, что потеряла с ней связь и хочет найти. Эта история пробуждает в Лене интерес: она видит в этом шанс для реальной активистской деятельности. Вскоре Лене снится сон, где она облизывает ноги Фанни в джакузи.
Когда обмен заканчивается, Лена приезжает во Францию. Вместе они начинают поиски Джастин: проверяют телефон отца Фанни, раздают листовки со скриншотом, опрашивают людей в барах, прогуливая школу. Мать Фанни, застав их за этим занятием, кричит на дочь. В ответ Фанни обвиняет отца в измене, но мать называет это ложью.
Когда Фанни уходит, мать раскрывает Лене правду: никакой сестры у Фанни никогда не было, а все её истории, в том числе про беременную подругу, — плод воображения, а сама Фанни — патологическая лгунья. Потрясённая Лена собирает вещи. Под кроватью она находит спрятанные орехи — доказательство, что даже аллергия была вымыслом.
На вокзале из-за забастовки поезда отменены. Там Лена сталкивается с отцом Фанни и его любовницей. Он умоляет сохранить тайну, но Лена отвечает, что Фанни уже всё знала и рассказывала матери, но та ей не поверила. В этот момент звонок: Фанни заперлась в ванной и не отвечает.
Лена возвращается и находит Фанни в состоянии истерики. Несмотря на обиду, она успокаивает её. Позже они отправляются на андеграундный рейв, где собираются активисты различных группировок — последняя попытка найти несуществующую Джастин. Когда Лена замечает в толпе девушку, похожую на скриншот, Фанни признаётся: сестры нет. Лена, уже знающая правду, не злится. Девушки страстно целуются, а затем занимаются сексом.
Фанни уезжает обратно в Германию. На вокзале они целуются в последний раз, и Фанни, уже сидя в поезде, плачет у окна. Фильм завершается кадрами протеста: среди демонстрантов — Лена и Фанни, которых разнимает полиция.

## В ролях
- Лилит Грасмаг
- Йозефа Хейнсиус
- Нина Хосс
- Кьяра Мастрояни

## Премьера и восприятие
Премьера картины состоялась в феврале 2024 года на 74-м Берлинском международном кинофестивале. «Иностранный язык» был включён в основную программу, но остался без наград. Обозреватель портала «ПрофиСинема» охарактеризовал его как «непосредственную и современную историю взросления двух девочек из разных европейских стран», которая «выглядит очень живо».